# Suède

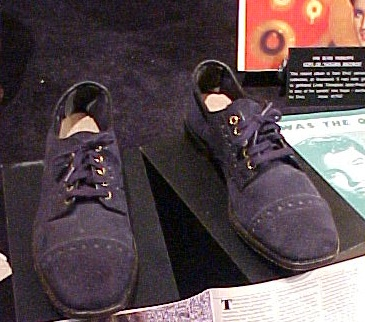
Suède schoenen

Suède is een type leer dat wordt gebruikt om laarzen, handtassen en kleding, zoals jassen, rokken en broeken te fabriceren. De naam komt van het Franse "Gants de Suède", ofwel 'Zweedse handschoenen'.
Suède wordt gemaakt van de binnenkant van leer, die niet de opperhuid (epidermis) toont. Suède is hierdoor minder duurzaam, maar wel zachter dan gewoon leer. Suède heeft een geborstelde structuur en lijkt wel wat  op stof, wat het geschikt maakt voor het fabriceren van kleding. Nubuck lijkt een beetje op suède maar hier wordt aan de bovenkant van de huid licht geschuurd, waardoor er een fluweelachtige uitstraling en gevoel ontstaat. Nubuck is wel dikker dan suède en wordt dan ook vaker gebruikt voor schoeisel.
Door de open structuur van suède wordt het snel vuil en is het met name vatbaar voor voedselvlekken.
Voor skateboardschoenen wordt suède echter wel vaak gebruikt, omdat dit bij het schuren tegen het board minder slijt dan leer of canvas.